# 冬の十字架
『冬の十字架』（ふゆのじゅうじか）は、忌野清志郎 Little Screaming Revue3枚目のスタジオ・アルバム。1999年9月22日発売。

## 解説
忌野清志郎 Little Screaming Revue名義のミニ・アルバム。所属レーベル・ポリドールからリリース予定であったが、収録曲『君が代』に関し、親会社にクレームが来ることを恐れたポリドール上層部と衝突、ポリドールは発売を中止とし、アルバムはインディーズからのリリースとなった。その際、ポリドールは「忌野清志郎様 応援しています、本当に。ポリドールレコード」という新聞広告を出した。この経緯・話題性から発売とともに全国のレコード店でCDが品切状態になり、台湾中部大地震（921大地震）の影響で現地CDプレス工場が操業不可能になり、一時期生産中止状態であった。以降、ポリドールとの契約を終了させた。「こころのボーナス」は吉田拓郎へ提供曲のセルフカバー（アルバム『Hawaiian Rhapsody』収録）

## 収録曲
1. 俺がロックンロール（作詞･作曲：忌野清志郎、三宅伸治）
2. 君が代（古歌･作曲：林広守・日本国国歌）
3. 来たれ21世紀（作詞･作曲：忌野清志郎）
4. 人間のクズ（作詞･作曲：忌野清志郎、三宅伸治）
5. こころのボーナス（作詞･作曲；忌野清志郎）
6. 明日また話そう（作詞･作曲：忌野清志郎）
7. おもしれー（作詞･作曲：忌野清志郎、三宅伸治）